# Pierre Loïcq de Lobel
Le baron Loïcq de Lobel est un ingénieur français, explorateur, membre de la Société française de géographie.
Il est né à Bastogne le 9 septembre 1859 et mort à Paris le 8 mai 1922.

## Biographie
Il voyage avec sa femme Julie de Lobel et ses enfants à la fin du XIXe siècle dans le Grand Nord, notamment au Canada, en Alaska et en Sibérie. Sa femme réalise un herbier d'une centaine de plantes conservé au muséum national d'histoire naturelle.
Une île de la côte ouest de la péninsule Antarctique porte son nom.
Au début du XXe siècle, il a activement promu le projet de construction du Trans-Alaska-Sibérien, un chemin de fer qui aurait pu relier Paris à New York en passant par le détroit de Béring,,,,.

## Publications
- Loïcq de Lobel, Le Klondyke, l'Alaska, le Yukon et les Iles Aléoutiennes, Paris : Société française d'éditions d'art, 1899.; 40 pages[9]
- Conférence par M. Loicq de Lobel, L'Alaska. — Le Klondike  Les Esquimaux, — Les Indiens (Sioux, Apaches, Utes, Comanches, Moki) Bulletin de la Société de topographie, 1902, numéro de janvier, page 25-45[10].